# Котяча акула МакМіллана
Котяча акула МакМіллана (Parmaturus macmillani) — акула з роду Parmaturus родини Котячі акули.

## Опис
Загальна довжина становить 44,8 см. Голова витягнута. Морда коротка, округла. Очі середнього розміру, мигдалеподібні, з мигальною перетинкою. За ними розташовані невеличкі бризкальця. Ніздрі мають носові клапани. Губні борозни короткі. Рот невеликий. Зуби дрібні з багатьма верхівками. У неї 5 пар коротких зябрових щілин. Тулуб м'який, в'ялий. Грудні плавці широкі, середнього розміру. Має 2 спинних плавцях, з яких задній більше за передній. Передній починається навпроти черевних плавців, задній — дещо позаду анального. Черевні та анальний плавці широкі та низькі. Хвостовий плавець витягнутий, гетероцеркальний, зверху та низу присутні гребені з великої луски.
Забарвлення сіро-коричневе. Задні крайки плавців світліше за загальний фон.

## Спосіб життя
Тримається на глибині від 1000 до 1500 м, на абісальних глибинах. Воліє до континентальних схилів. Полює біля дна, є бентофагом. Живиться невеличкими ракоподібними та головоногими молюсками, а також дрібною костистою рибою.
Це яйцекладна акула. Процес розмноження достатньо не вивчено.

## Розповсюдження
Мешкає біля узбережжя Нової Зеландії та в південній акваторії Мадагаскару.